# 陈文烛
陳文燭（1525年—1595年），字玉叔，號五嶽山人，湖廣承天府沔陽州人，明朝政治人物。

## 生平
嘉靖四年（1525年）生，少负才气，深得表叔傅颐賞識，由國子生中式嘉靖三十七年（1558年）戊午科湖廣鄉試第七名舉人，嘉靖四十四年（1565年）乙丑科會試中式第三百四十二名，廷试三甲一百一名進士，吏部观政，本年八月授大理寺評事，四十五年九月升寺副。隆慶三年（1569年）二月升寺正，隆庆四年（1570年）四月官淮安府知府。萬曆二年（1574年）正月升為四川提學副使，五年十一月升山東左參政，轉漕運粮储道参政，丁忧归。十一年二月復除四川左参政，十二月升福建按察使，十二年九月升本省右布政，十四年九月升江西左布政，十七年六月升应天府府尹，十八年正月官至南京大理寺卿，十九年九月南京户科给事中吴之鹏弹劾陈文烛收徐绳勋赃私，轻纵义男杨凤杀主徐尧年之罪，十月令回籍听勘，遂致仕归，萬曆二十三年（1595年）卒，年六十。

## 著作
與吳承恩、徐中行友好，“时造其庐而访焉”，一起商订《花草新编》，又为之序。著有《二酉園詩集》十二卷，文集十四卷，續集二十三卷。另輯有《五嶽志》十二卷（存清稿本）。

## 家族
曾祖陳瓉；祖陳泮，贈兵部主事；父陳栢，按察司副使；母任氏（封安人贈恭人）。文燭為陳栢次子。兄文炳（監生）；文爕（光禄寺监事），弟文煃（监生）；文煬；文烱；文爌；文烜。